# Daniel Muir
Daniel Muir (Washington, 12 settembre 1983) è un ex giocatore di football americano statunitense che ha militato nel ruolo di defensive tackle nella National Football League (NFL). Al college giocò a football alla Kent State University.

## Carriera universitaria
Nei 4 anni con i Kent State Golden Flashes vinse il seguente premio:
- Second-Team All-MAC

2005

## Carriera professionistica

### Green Bay Packers
Muir firmò come free agent con i Green Bay Packers dopo non esser stato scelto nel draft NFL 2007 un contratto triennale per un totale di 1,15 milioni di dollari. Debuttò come professionista il 29 novembre dello stesso anno contro i Dallas Cowboys. Chiuse la stagione da rookie giocando solo 3 partite. Prima dell'inizio della nuova stagione venne svincolato.

### Indianapolis Colts
Nel 2008 firmò con gli Indianapolis Colts, il 13 aprile 2010 rifirmò un contratto annuale per 1,6 milioni di dollari. Con i Colts giocò 40 partite di cui 26 da titolare.

### St. Louis Rams
Il 1º agosto 2011 firmò un contratto annuale per 1,85 milioni di dollari, dopo aver giocato durante la pre-stagione venne svincolato.

### Seconda volta Indianapolis Colts
Il 10 ottobre venne rifirmato dai Colts per poi esser svincolato l'8 novembre senza mai giocare.

### Seconda volta Green Bay Packers
Il 23 marzo 2012 firmò un annuale per 700.000 dollari. Il 31 agosto venne svincolato.

### New York Jets
Il 10 ottobre 2012 firmò un annuale per 700.000 dollari. Il 30 dello stesso mese venne svincolato.

### Kansas City Chiefs
Nel 2013 firmò con i Kansas City Chiefs, il 14 giugno venne svincolato.

### Houston Texans
Il 25 luglio firmò un annuale per 715.000 dollari. Il 31 agosto venne svincolato, dopo aver raggiunto un accordo assicurativo.

### Oakland Raiders
Il 9 ottobre 2013 firmò con gli Oakland Raiders. Nella settimana 8 contro i Pittsburgh Steelers fece il suo primo sack stagionale di 6 yard ai danni di Ben Roethlisberger.

## Statistiche
| Partite totali                 | 46  |
| Partite da titolare            | 26  |
| Tackle totali                  | 111 |
| Sack                           | 0,5 |
| Intercetti                     | 0   |
| Fumble forzati                 | 0   |
| Fumble recuperati              | 0   |
| Touchdown su fumble recuperati | 0   |
| Passaggi deviati               | 1   |

Statistiche aggiornate al 10 ottobre 2013